# Jean-Baptiste Peugnet
Jean Baptiste Peugnet, né le 30 juillet 1764 à Vraucourt (Pas-de-Calais), mort le 28 septembre 1834 à Vaulx-Vraucourt (Pas-de-Calais), est un colonel français de la Révolution et de l’Empire.

## Biographie
Entré en service comme volontaire le 26 septembre 1791 dans le 1er bataillon du Pas-de-Calais, il est fait sergent le même jour et obtient le grade de sous-lieutenant le 12 février 1792. Il prend part à toutes les guerres de la Révolution française et sert successivement de 1792 à l'an III à l'armée du Nord, en l'an IV à celle de l'Intérieur, de l'an V à l'an VIII à celle d'Italie, et en l'an IX à celle des Grisons.
Lors de la levée du camp de Maulde, il est détaché avec 42 hommes au château de l'Abbaye, où il a ordre de tenir jusqu'à la dernière extrémité. Assailli le 7 septembre 1792 par de nombreux ennemis, sa résistance est héroïque, mais il perd 40 hommes qui tombent morts ou grièvement blessés. Atteint lui-même de deux coups de feu à la jambe droite et n'ayant plus avec lui que deux soldats valides, il effectue sa retraite les armes à la main. Les ennemis sont déjà maîtres d'une partie du château lorsque, accompagné de ses deux soldats, il traverse un jardin et va chercher une issue, mais quatre grenadiers autrichiens les attendent au passage, il en tue un avec son sabre, deux autres expirent sous les coups de ses compagnons, le quatrième prend la fuite, et trois parviennent à rejoindre leur bataillon.
Capitaine le 26 janvier 1793 dans le 10e bataillon du Pas-de-Calais, qui entre dans la formation de la 14e demi-brigade, devenue 14e régiment d'infanterie de ligne, Peugnet se distingue particulièrement le 8 pluviôse an V, au combat d'Ario sur l'Adige, où il reçoit l'ordre de s'emparer d'une redoute qui défend le passage du fleuve. À la tête d'un détachement de 17 hommes seulement, il se dirige sur la batterie par des sentiers impraticables. Sa marche, favorisée par l'obscurité de la nuit et par une pluie qui tombe à torrent, n'est point aperçue par l'ennemi, et il parvient au pied des retranchements sans avoir donné l'éveil.
Une fois arrivé, il cherche à réunir son monde pour exécuter son coup de main projeté, mais il s'aperçoit alors qu'il n'a plus auprès de lui que deux des soldats qui doivent le seconder, les autres se sont égarés sur la route ou n'ont pu surmonter les obstacles qui s'opposent à leur marche. Dans cette position critique, éloigné de tout secours, il prend le parti de se retirer, mais entouré de postes ennemis, il n'a d'autres moyens d'échapper à leur surveillance que de se jeter dans un ruisseau où, dans l'eau jusqu'au cou, il attend que le jour paraisse. Pendant ce temps, les Autrichiens ayant évacué leurs positions, il peut se montrer sans danger et rentrer à son corps.
Le 28 thermidor an VII, à la bataille de Novi, Peugnet avec sa seule compagnie de grenadiers, culbute un bataillon russe qui s'était maintenu dans ses positions, malgré le feu de deux demi-brigades et de plusieurs pièces de canon. Atteint, dès le commencement de l'action, d'une balle qui lui a traversé la cuisse droite, il ne veut quitter le champ de bataille qu'après avoir vu l'ennemi repoussé.
Le 7 brumaire an VIII, commandant le 1er bataillon de sa demi-brigade, il est chargé par le général Laboissière de débusquer l'ennemi des positions qu'il occupe entre l'Orba et la Bormida, ce qu'il exécute avec un plein succès, ayant contraint l'ennemi de repasser la Bormida sur plusieurs points.
Le 26 du même mois à l'affaire de Buçaco, il combat avec une grande valeur, reçoit quatre coups de sabre, dont deux à la main droite, un à la main gauche et un autre sur la tête. Il est fait prisonnier de guerre et subit une captivité de quinze mois en Autriche. À son retour, il reçoit un sabre d'honneur qui lui est décerné par arrêté du 28 fructidor an X.
Employé en l'an XII et en l'an XIII au camp de Saint-Omer, il est nommé officier de la Légion d'honneur le 25 prairial an XII, et est désigné comme membre du collège électoral du département du Pas-de-Calais.
De l'an XIV à 1807, il fait les campagnes d'Autriche, de Prusse et de Pologne, et le 30 frimaire an XIV, après la bataille d'Austerlitz, où il commande le 1er bataillon du 14e d'infanterie, et où il rend d'importants services, il est promu chef de bataillon au 61e régiment d'infanterie de ligne.
En octobre 1806, à la bataille d'Iéna, il est grièvement blessé d'un coup de feu à la jambe gauche et a un cheval tué sous lui. Il ne veut point quitter le carré de son bataillon qu'après que la victoire se fut décidée en faveur des français.
Peu de temps après, l'Empereur, pour lui témoigner sa satisfaction, lui accorde une dotation de 3 000 francs de rente.
En 1809 il fait partie de l'armée d'Allemagne. Dans une affaire qui a lieu le 19 avril près de Landshut, avec son bataillon il enlève à la baïonnette un village dans lequel les Autrichiens laissent un grand nombre de morts, et il a encore un cheval tué sous lui. Le 21, en avant de cette même ville, avec 400 hommes, il sait par des démonstrations, tromper l'ennemi et le persuader qu'il a devant lui la division Morand tout entière. Coupé de cette division, il contient les Autrichiens par son attitude menaçante, et donne le temps au maréchal Bessières de venir le dégager.
Après avoir reçu les éloges les plus flatteurs de la part du maréchal, le commandant Peugnet remet à la division Legrand 1 200 prisonniers de la Landwehr et rejoint le 23, devant Ratisbonne, son régiment qui le croyait tombé au pouvoir de l'ennemi. Le 7 juin suivant, il est nommé colonel en second, et prend le commandement d'un régiment provisoire dans une division du corps du général Oudinot. 
À Wagram, il fait des prodiges de valeur. Dans la matinée, il déposte l'ennemi qui s'est retranché dans un village en avant de la ligne française, lui tue beaucoup de monde et s'empare ensuite d'un plateau qu'il conserve malgré les efforts réitérés de plusieurs colonnes considérables qui veulent reprendre cette position. S'étant précipité dans la mêlée le sabre à la main, il tue trois Autrichiens, en blesse quatre autres et est lui-même grièvement atteint d'un coup de feu qui lui traverse l'avant-bras droit. Jamais il n'a couru de plus grands dangers que dans cette journée. Ses vêtements sont criblés de balles, un biscaïen vient s'amortir sur une des fontes de ses pistolets, et cinq autres percent son manteau roulé sur le devant de sa selle.
La blessure qu'il a reçue lui fait perdre complètement l'usage de son bras. Désormais incapable de continuer son service à l'armée active, il a droit à une honorable retraite. Mais l'Empereur, voulant utiliser son zèle et son dévouement, le crée baron de l'Empire le 15 août 1809, avec une nouvelle dotation de 4 000 francs de rente et le nomme, par décret du 16 du même mois, commandant d'armes de troisième classe dans l'île de Texel, à laquelle on adjoint celle de Whilande.
Lors de la terrible tempête qui a lieu dans la nuit du 23 au 24 décembre 1811 sur la côte nord de l'île de texel, le colonel Peugnet, au péril de sa vie, coopére au sauvetage de 31 personnes et de plusieurs bâtiments, et fait retirer des flots 2 932 barils de poudre provenant d'un navire britannique qui s'est jeté à la côte, et dont il fait conduire l'équipage à Amsterdam après l'avoir accueilli et traité avec tous les égards et toute l'humanité que réclame la circonstance. 
En 1813, il commande à Barcelone. Au mois de mai 1814, lorsqu'il est obligé de rendre cette place à l'Espagne, le conseil municipal de cette ville, voulant donner au colonel Peugnet un témoignage de son estime et de sa gratitude, lui adresse au moment de son départ un certificat dans lequel il donne de justes éloges à sa modération, à son désintéressement, à son zèle pour le maintien de l'ordre et de la discipline parmi les troupes, ainsi qu'à ses bons et loyaux procédés envers les habitants.
Rentré dans ses foyers, il est nommé commandant d'armes à La Rochelle le 3 novembre 1814. Lorsqu'en 1815 cette place est déclarée en état de siège, il prend les mesures convenables pour la mettre à l'abri de toute insulte de la part de l'ennemi.
Le 22 juin de cette même année, il est envoyé à l'armée de la Loire pour y commander dans la division Alméras, une brigade de gardes nationales mobiles. Cette brigade est licenciée le 29 juillet, et il retourne à La Rochelle. Mais signalé le 20 septembre 1815, par un des ministres réactionnaires de cette époque, comme l'homme le plus inepte et le plus féroce, il est immédiatement renvoyé dans ses foyers et admis à la retraite le 7 décembre 1816.
Lors de la révolution de Juillet, il demande à rentrer dans l'armée active et à consacrer ses derniers jours au service du pays, mais son âge et la calomnieuse dénomination de 1815 s'opposent au succès de sa demande.
Il est mort le 28 septembre 1834 à Vaulx-Vraucourt.

## Dotation
- Le 15 août 1809, donataire d’une rente de 2 000 francs sur Bayreuth, 1 000 francs le Monte Napoleone, et 4 000 francs le Hanovre.

## Armoiries
| Figure | Nom du baron et blasonnement |
| ------ | --- |
|        | Armes du baron Jean Baptiste Peugnet et de l'Empire, décret du 15 août 1809, lettres patentes du 16 décembre 1810, officier de la Légion d'honneur D'azur à trois étoiles en bande d'or, entre deux cotices d'argent ; à la bordure engrêlée d'or ; franc-quartier des barons tirés de l'armée - Livrées : les couleurs de l’écu. |

## Source
- « Jean-Baptiste Peugnet », dans Charles Mullié, Biographie des célébrités militaires des armées de terre et de mer de 1789 à 1850, 1852 [détail de l’édition]
- A. Lievyns, Jean Maurice Verdot, Pierre Bégat, Fastes de la Légion-d'honneur, biographie de tous les décorés accompagnée de l'histoire législative et réglementaire de l'ordre, Tome 2, Bureau de l’administration, 1842, 344 p. (lire en ligne), p. 119.
- « La noblesse d’Empire » (consulté le 19 novembre 2015)
- « Cote LH/2132/17 », base Léonore, ministère français de la Culture
- Vicomte Révérend, Armorial du premier empire, tome 4, Honoré Champion, libraire, Paris, 1897, p. 44.